# Sōdai Hasukawa
Sōdai Hasukawa (japanisch 蓮川 壮大 Hasukawa Sōdai; * 27. Juni 1998 in Adachi, Präfektur Tokio) ist ein japanischer Fußballspieler.

## Karriere
Hasukawa erlernte das Fußballspielen in der Jugendmannschaften des Regista FC und des FC Tokyo sowie in der Universitätsmannschaft der Meiji-Universität. 2016 spielte er als Jugendspieler fünfmal in der U-23-Mannschaft des FC Tokio. Die Mannschaft spielte in der dritten japanischen Liga, der J3 League. Nach der Jugend wechselte er in die Universitätsmannschaft der Meiji-Universität. Seinen ersten Profivertrag unterschrieb er am 1. Februar 2020 bei seinem Jugendverein FC Tokyo. Der Verein spielte in der ersten Liga, der J1 League. In seinen ersten beiden kam er dort auf sechs Einsätze in der ersten Liga. 2020 gewann er mit dem Klub den J. League Cup. und wurde später zecks Spielpraxis an den Zweitliga-Aufsteiger Iwate Grulla Morioka verliehen. Für den neuen Verein debütierte Hasukawa am 5. Juni 2022 beim 1:0-Heimsieg gegen Ventforet Kofu, als er über die kompletten 90 Minuten auf dem Feld stand. Am Ende der Saison 2022 belegte er mit Iwate Grulla Morioka den letzten Tabellenplatz und musste in die dritte Liga absteigen. Für Iwate bestritt er elf Ligaspiele. Die Saison 2023 wurde er an den Zweitligisten Ventforet Kofu ausgeliehen. Für den Verein aus Kōfu bestritt er 31 Zweitligaspiele. Die Saison 2024 lieh ihn der Zweitligist Shimizu S-Pulse aus. Am Ende der Saison 2024 feierte er die Meisterschaft und stieg in die erste Liga auf.

## Erfolge
Tokyo FC
- Japanischer Ligapokalsieger: 2020

Shimizu S-Pulse
- Japanischer Zweitligameister: 2024